# Kisielnica wierzbowa

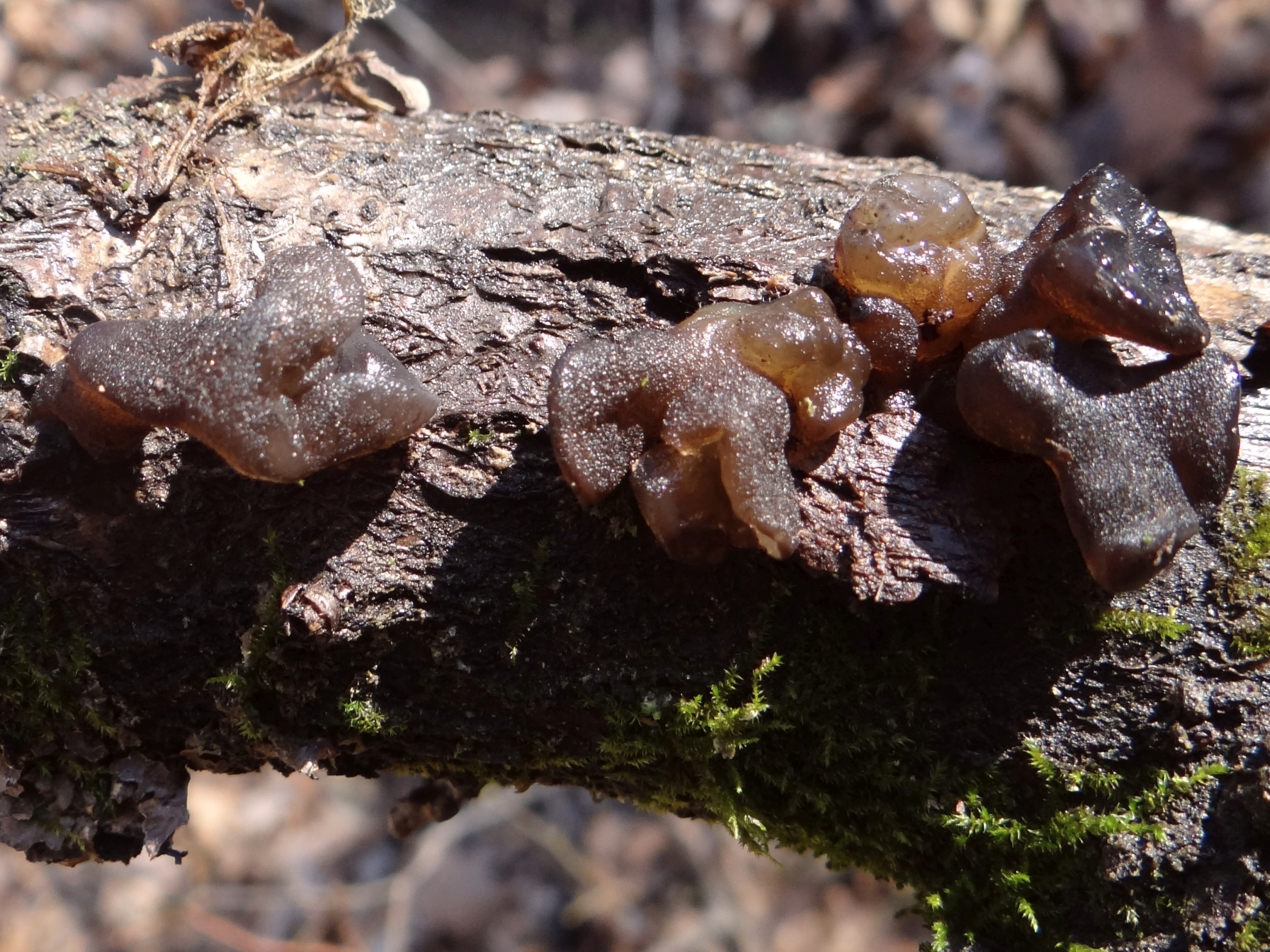

Kisielnica wierzbowa (Exidia recisa (Ditm.) Fr.) – gatunek grzybów z rodziny uszakowatych (Auriculariaceae).

## Systematyka i nazewnictwo
Pozycja w klasyfikacji według Index Fungorum: Exidia, Auriculariaceae, Auriculariales, Auriculariomycetidae, Agaricomycetes, Agaricomycotina, Basidiomycota, Fungi.
Po raz pierwszy takson ten zdiagnozował w 1813 r. L.P.Fr. Ditmar nadając mu nazwę Tremella recisa. Obecną, uznaną przez Index Fungorum nazwę nadał mu w 1822 r. Elias Fries, przenosząc go do rodzaju Exidia. Nazwę polską podał Władysław Wojewoda w 1999 r., wcześniej przez tego samego autora gatunek ten opisywany był jako kisielec wierzbowy.

## Morfologia
Owocnik kulisty, u nasady często jamkowato-pofałdowany, galaretowato-miękki; młody – żółtobrązowy, stary – ciemny, czerwonobrązowy, wyschnięty – czarny. Od 2 cm wysokości i szerokości.

## Występowanie i siedlisko
W Polsce gatunek rzadki. Znajduje się na Czerwonej liście roślin i grzybów Polski. Ma status V – zagrożony wyginięciem.
Nadrzewny grzyb saprotroficzny. Występuje w lasach liściastych i mieszanych, w zaroślach, szczególnie nad rzekami i potokami, na opadłych gałęziach drzew i krzewów. Obserwowano go na olszy szarej, olszy czarnej, czereśni ptasiej, topoli osice, wierzbie białej, wierzbie iwie, wierzbie szarej, wierzbie kruchej oraz lipie. Owocniki pojawiają się przez cały rok.